# Teplitsia (Bolgrado)
Teplitsia (en ucraniano: Теплиця) es un pueblo ucraniano perteneciente al óblast de Odesa. Situado en el suroeste del país, es parte del raión de Bolgrado y centro del municipio (hromada) homónimo.

## Toponimia
El nombre oficial del pueblo es Teplitsia, pero su historia es muy diversa y tiene numerosas comunidades étnicas, por lo que recibe otros nombres (en ruso: Теплица; en rumano: Toplița; en alemán: Teplitz).

## Geografía
Teplitsia se encuentra en la margen derecha del río Kogilnik, 7 km al oeste de Artsiz y a 145 km al suroeste de Odesa.

## Historia
El pueblo fue fundado en 1817 por colonos que provenían principalmente de Wurtemberg y fue el primer asentamiento con motivaciones religiosas en Besarabia, pues eran mileniaristas.En 1818, el asentamiento, que es una de las 24 colonias madre alemanas de Besarabia, recibió el nombre de Töplitz en memoria de la victoriosa batalla de Kulm cerca de Teplice por parte del Imperio ruso. Más tarde, Töplitz se cambió a Teplitz y en 1859, la colonia alemana tenía una casa de oración luterana y una escuela rural.Inicialmente los habitantes vivían exclusivamente de la agricultura, pero con el tiempo surgieron empresas artesanales y comerciales como molinos de aceite y de cereales, una fábrica de bebidas, de tejidos y de cuero, un aserradero y varios talleres de metalistería. 
Desde 1918, tras la Primera Guerra Mundial, Artsiz y toda Besarabia fueron gobernadas por el reino de Rumania hasta junio de 1940. En 1940 fue tomada por soviéticos como parte de las cláusulas del pacto Ribbentrop-Mólotov. En virtud a este pacto, los alemanes locales fueron trasladados de forma voluntaria a la Alemania nazi, siguiendo la política Heim ins Reich, terminando en los kreis de Wirsitz y Zempelburg. Después de 1940, los residentes de los pueblos circundantes y del oeste de Ucrania se establecieron en Teplitsia.
Durante la Segunda Guerra Mundial, el régimen de Antonescu de Rumania ocupó Budyak. Teplitsia volvió a formar parte del óblast de Izmaíl, que fue absorbido por el óblast de Odesa en 1954.

## Demografía
La evolución de la población de Teplitsia entre 1886 y 2001 fue la siguiente:
| 1134                                                          | 1551 | 1784 | 2426 | 2732 | 1703 | 1672 |
| (Fuente: Cities & Towns of Ukraine y UKRAINE: Größere Städte) |      |      |      |      |      |      |

Según el censo de 2001, la lengua materna de la mayoría de los habitantes, el 62,32%, es el ruso; del 20,75%, el ucraniano; el búlgaro del 11,48%; del 2,99% es el gagaúzo; y del rumano, 2,33%. En el censo de 1930, el 94,9% de la población eran alemanes.

## Infraestructura

### Transporte
La carretera territorial T-16-27 corre al norte del pueblo y tiene una estación de ferrocarril en la línea ferroviaria Odesa-Basarabeasca.